# 达拉·豪厄尔
达拉·豪厄尔（英語：Dara Howell，1994年8月23日—），加拿大女子自由式滑雪运动员。她曾代表加拿大参加2014年和2018年冬季奥林匹克运动会自由式滑雪比赛，获得一枚金牌。